# 學與友93世界巡迴演唱會
學與友93世界巡迴演唱會是香港歌手張學友在1993年9月至1994年12月於世界各地舉行的一次世界巡迴演唱會；演出地點包括香港，廣州、北京（中國大陸）、東京（日本）以及大西洋城（美國）和多倫多（加拿大）。演唱會於次年12月1日推出CD，DVD，VCD與錄影帶。

## 演唱會模式
該次巡迴演唱會在香港紅磡體育館（紅館）共舉行25場。演唱會舞臺採用多邊形立體化設計，並將樂隊至於舞臺四周，紅館傳統的升降臺則在舞臺中央。本演唱會張學友演譯了新歌吻別、只想一生跟你走，亦把兩首題材相似的快歌《忘記他》及《愛火花》串通一起演譯。

### 曲目（香港錄影場）
|   | 日期    | 專輯         | 選取歌曲數目 | 歌曲                                                                     |
| - | ------- | ------------ | ------------ | ------------------------------------------------------------------------ |
| 1 | 1990.07 | 《夢中的你》 | 1            | 李香蘭                                                                   |
| 2 | 1991.01 | 《情不禁》   | 4            | 小姐貴姓、馬路英雄、情不禁、每天愛你多一些                               |
| 3 | 1992.05 | 《真情流露》 | 6            | 愛得比你深、偷閒加油站、暗戀你、明日世界終結時、分手總要在雨天、真情流露 |
| 4 | 1992.11 | 《愛火花》   | 4            | 日出時讓戀愛終結、你是我今生唯一傳奇、愛・火・花、還是覺得你最好         |
| 5 | 1993.03 | 《吻別》     | 2            | 情網(國)、吻別(國)                                                       |
| 6 | 1993.07 | 《我與你》   | 5            | 我與你、不經不覺、舊情綿綿、忘記他、祇想一生跟你走                       |

## 曲目

### Disc 1
1. 我與你
2. 日出時讓戀愛終結
3. 吻別
4. 小姐貴姓
5. 不經不覺
6. 舊情綿綿
7. 每天愛你多一些
8. 馬路英雄
9. 情不禁
10. 愛得比你深
11. 情網

### Disc 2
1. 偷閒加油站
2. 暗戀你
3. 忘記他
4. 愛・火・花
5. 你是我今生唯一傳奇
6. 明日世界終結時
7. 只想一生跟你走
8. 分手总要在雨天
9. 還是覺得你最好
10. 李香蘭
11. 真情流露